# Sanna Solberg-Isaksen
Sanna Charlotte Solberg-Isaksen (Bærum, 16 de junio de 1990) es una jugadora de balonmano noruega que juega para el Esbjerg y en la selección de Noruega.
Hizo su debut con la selección nacional noruega en 2010 en un partido contra Rumania.

## Trayectoria
Solberg-Isaksen comenzó a jugar al balonmano en el Helset IF y más tarde fichó por el Stabæk IF de la máxima división noruega, donde jugó con su hermana, Silje Solberg. En 2011, llegó a su primera final de la Copa de Noruega con su club y perdieron ante Larvik HK.
En 2014 fichó por el Larvik HK. Con el Larvik ganó el campeonato noruego por 3 veces, en 2015, 2016 y 2017.
En 2017, se unió al equipo danés Team Esbjerg Aquí ganó la liga danesa en 2019, 2020 y 2024, y la Copa danesa en 2021.
En 2022 se tomó un descanso por baja por maternidad volviendo a tiempo para competir en el Campeonato del Mundo de 2023 y levantando el Europeo en 2024.

### Clubes
- 2006–2007:  Helset IF
- 2007–2014:  Stabæk IF
- 2014–2017:  Larvik HK
- 2017–:  Team Esbjerg

## Logros

### Con la selección
- 1 x Medalla de oro en los Juegos Olímpicos (2024)
- 2 x Medalla de bronce en los Juegos Olímpicos (2016, 2020)
- 2 x Medalla de oro en el Campeonato del Mundo (2015, 2021)
- 2 x Medalla de plata en el Campeonato del Mundo (2017, 2023)
- 4 x Campeonato Europeo (2014, 2016, 2020, 2024)

#### En categoría formativa
- 1 x Medalla de oro Campeonato Mundial Juvenil (2010)
- 1 x Campeonato Europeo Junior (2009)

### Clubes
- 2 x Campeonato de Noruega (2014/15, 2015/16)
- 2 x Copa de Noruega (2014, 2015)
- 4 x Liga danesa (2019, 2020, 2023, 2024)
- 5 x Copa de Dinamarca (2017, 2021, 2022, 2023, 2024)

### Premios individuales
- Mejor extremo izquierda del Campeonato Mundial Juvenil: 2010
- Mejor extremo izquierda de la Damehåndboldligaen : 2017/18
- Mejor extremo izquierda de la Liga de Campeones de la EHF (2020 y 2022)[8][9]

## Vida personal
Es hermana gemela de Silje Solberg-Østhassel y es mitad sueca por parte de madre. En julio de 2022, anunció que estaba esperando su primer hijo con su esposo, Kjetil. En enero de 2023, dio a luz a su hija, Mathea. en 2024 coincidieron en la selección 6 mujeres madres.